# Jamaree Bouyea
Jamaree Bouyea (ur. 27 czerwca 1999 w Seaside) – amerykański koszykarz, występujący na pozycjach rozgrywającego lub rzucającego obrońcy, od 2024 zawodnik San Antonio Spurs oraz zespołu G-League – Austin Spurs.
3 marca 2023 zawarł 10-dniowa umowę z Washington Wizards. 1 lipca 2023 zawarł umowę z Miami Heat na występy zarówno w NBA, jak i zespole G-League – Sioux Falls Skyforce. 12 listopada 2023 podpisał kontrakt z Portland Trail Blazers oraz zespołem G-League – Rip City Remix. 2 marca 2024 dołączył do San Antonio Spurs oraz zespołu G-League – Austin Spurs.

## Osiągnięcia
Stan na 13 marca 2024, na podstawie, o ile nie zaznaczono inaczej.
NCAA
- Uczestnik rozgrywek turnieju:
  - NCAA (2022)
  - Portsmouth Invitational Tournament (2022)
- MVP turnieju Las Vegas Invitational (2022)
- Wybrany do:
  - I składu konferencji West Coast (WCC – 2021, 2022)
  - składu honorable mention WCC (2020)
- Lider WCC w:
  - liczbie:
    - oddanych rzutów z gry (2022 – 466)
    - rozegranych minut (2022 – 1230)

  - średniej rozegranych minut (2022 – 36,2)
- Zawodnik tygodnia konferencji WCC (6.12.2021, 13.12.2021)

G-League
- Zaliczony do:
  - I składu debiutantów G-League (2023)
  - II składu G-League (2023)